# 여자 800m 달리기 대한민국 기록 추이
여자 800m 달리기 대한민국 기록 추이는 다음과 같다.
| #        | 시간        | 차이     | 선수   | 소속           | 날짜         | 대회명                                  | 개최지        | 경기장                    | 주석 및 기타                                         | 동영상 |
|          | 2분 14초 1  |          | 한명희 | 진명여고       | 1963. 10. 26 | 훈련단 우수 선수 육상 공인 기록회       | 대한민국 서울 | 효창 운동장               | 종전 2.21.5                                          |        |
|          | 2분 14초 0  | - 0.1초  | 한명희 | 이화여대       | 1966. 06. 29 | 육상 공인 기록회                        | 대한민국 서울 | 효창 운동장               | [ 2 ]                                                |        |
|          | 2분 13초 6  | - 0.4초  | 김경숙 | 박문여고       | 1975. 11. 05 | 전국 시도 대항 육상 선수권 대회         | 대한민국 서울 | 서울 운동장               | [ 3 ]                                                |        |
|          | 2분 13초 5  | - 0.1초  | 김경숙 | 삼성전자       | 1976. 09. 04 | 싱가포르 오픈 육상 선수권 대회          | 싱가포르      |                           | 1위                                                  |        |
|          | 2분 13초 2  | - 0.3초  | 김경숙 | 중앙대         | 1977. 06. 12 | 제1회 대학 대항 육상 경기 대회          | 대한민국 서울 | 서울운동장                | [ 5 ]                                                |        |
|          | 2분 12초 0  | - 0.2초  | 권남순 | 조폐공사       | 1977. 10. 29 | 제31회 전국 남녀 육상 선수권 대회       | 대한민국 서울 | 서울운동장                | [ 6 ]                                                |        |
|          | 2분 10초 9  | -        | 김순화 |                | 1978. 09. 01 | 싱가포르 국제 육상 선수권 대회          | 싱가포르      |                           | 3위.                                                 |        |
|          | 2분 09초 4  | - 1.5초  | 김순화 | 대성여상       | 1979.10.24   | `79 우수선추 초청국제육상대회           | 중국 서울     |                           | [ 8 ]                                                |        |
|          | 2분 08초 7  |          | 노혜순 | 성실여중       | 1983. 05. 21 | 제12회 전국 소년 체육 대회              | 대한민국 전주 |                           | 1위. 종전: 2분 09초 4 (김순화79대만국제초청육상대회) |        |
| 전자계시 |             |          |        |                |              |                                         |               |                           |                                                      |        |
|          | 2분 10초 43 |          | 김순화 |                | 1981. 08. 15 | 서울 국제 주니어 오픈 육상 대회         | 대한민국 서울 | 서울운동장 주경기장       | [ 10 ]                                               |        |
|          | 2분 06초 91 | - 3.52초 | 노혜순 | 성실여중       | 1984. 05. 25 | 제13회 전국 소년 체육 대회              | 대한민국 제주 |                           | [ 11 ]                                               |        |
|          | 2분 05초 72 | - 1.19초 | 임춘애 | 성보여상       | 1986. 09. 30 | 제10회 아시안 게임                      | 대한민국 서울 |                           | [ 12 ]                                               |        |
|          | 2분 05초 11 | - 0.61초 | 최세범 | 서울체육중학교 | 1987. 7. 22  | 제7회 아시아육상경기선수권대회          | 싱가포르      |                           | 1위                                                  |        |
|          | 2분 04초 78 | - 0.33초 | 허연정 | 고양시청       | 2010. 07. 14 | 호쿠렌 디스턴스 챌린지 대회(5차 레이스) | 일본 기타미   |                           | 3위                                                  |        |
|          | 2분04초 41  | - 0.37초 | 허연정 |                | 2010. 07. 17 | 호크렌 디스턴스 챌린지 대회 6차 레이스  | 일본 아바시리 | 아바시리 시영 육상 경기장 | [ 14 ]                                               |        |
|          | 2분04초 12  | - 0.29초 | 허연정 |                | 2010. 09.19  | 가와사키 슈퍼 육상 경기 대회            | 일본 가와사키 |                           | * 6위                                                |        |

## 같이 보기
- 남자 800m 달리기 대한민국 기록 추이
- 800m 달리기 세계 기록 추이